# Chiesa di Santa Maria del Gradaro
La chiesa di Santa Maria del Gradaro fu costruita a Mantova a partire dall'anno 1256 con l'aggiunta del convento nel 1260. Il termine Gradaro è riconducibile alla parola latina cretarium (cumulo di creta) che descriverebbe la particolare caratteristica del terreno dove sorse l'originaria sede di culto.

## Storia
La tradizione vuole che il luogo della chiesa sia lo stesso dove fu martirizzato, tra altri, S. Longino, il centurione romano che portò a Mantova il Preziosissimo Sangue di Cristo. In età paleocristiana vi fu edificata una chiesa denominata Santa Maria in Campo Santo.
Le notizie certe la danno in costruzione dal 1256 ad opera dei Canonici regolari di San Marco, ordine religioso mantovano. Nel 1454 subentrarono gli Olivetani su richiesta del marchese Ludovico III Gonzaga e della moglie Barbara di Brandeburgo. Vi entrò giovanissimo Girolamo Scolari, padre spirituale e biografo della beata Osanna Andreasi.
Il complesso religioso degli Olivetani subì gli effetti delle soppressioni teresiane a partire dal 1771 per concludersi definitivamente nel 1775 quando divenne magazzino militare. Durante la seconda guerra mondiale gli edifici dell'ex complesso religioso furono trasformati in campo di concentramento e in campo profughi.  Dopo l'Armistizio  dell'8 settembre, il 9 settembre 1943, all'irruzione dei reparti tedeschi che intimavano la consegna delle armi ai militari della caserma Gradaro, dopo una strenua difesa trovarono la morte gli artiglieri Fernando Zanin, Salvatore Castrogiovanni, Giuve Dioni e Rodolfo Landini. Altresì qui furono prelevati i dieci soldati italiani internati che per rappresaglia furono fucilati dai tedeschi alla Valletta dell'Aldriga. Dal 1952 fu affidata alle Oblate dei Poveri di Maria Immacolata, che nel convento annesso hanno istituito la loro casa generalizia.
La chiesa, già di proprietà del ministero della pubblica istruzione, nel 1952 fu acquisita dal comune di Mantova che ne promosse il restauro vero e proprio nel 1962. Nel 1966, dopo 191 anni di sconsacrazione, fu infatti istituita la parrocchia dedicata alla Annunciazione della Beata Vergine Maria.